# Hugo Eisele
Hugo Eisele (* 9. Mai 1853 in Villach; † 19. März 1935 in Graz) war Jurist und Abgeordneter zum Österreichischen Abgeordnetenhaus.

## Leben
Hugo Eisele war Sohn vom Ingenieur und Baurat Ambrosius Eisele († 1880). Er besuchte bis 1872 ein Gymnasium in Klagenfurt. Von 1872 bis 1876 studierte er an der Universität Wien Rechtswissenschaften. 1876 wurde er Rechtspraktikant, 1877 Auskultant am Landesgericht Klagenfurt. Im Jahr 1881 war er Adjunkt am Bezirksgericht Liezen und wurde im Jahr 1885 dem Kreisgericht Leoben zugeteilt. Ab März 1893 war er Bezirksrichter in Winklern, ab November 1893 in Gurk und ab 1895 in St. Leonhard (heute Bad St. Leonhard im Lavanttal). Im März 1897 wurde er Vorstand des Bezirksgerichts Spittal an der Drau und ab September 1897 Landesgerichtsrat. Im Jahr 1909 wurde er Oberlandesgerichtsrat am Landesgericht und 1914 am Oberlandesgericht Graz. Im Dezember 1918 trat er in den Ruhestand.
Hugo Eisele war römisch-katholisch und seit 1895 verheiratet mit Marie Pipitz, mit welcher er aber keine Kinder hatte.

## Politische Funktionen
- 30. März 1897 bis 7. September 1900: Abgeordneter des Abgeordnetenhauses im Reichsrat (IX. Legislaturperiode), Kronland Kärnten, Kurie Städte 2, Regionen St. Veit, Feldkirchen, Friesach, Straßburg, Althofen, Hüttenberg, Wolfsberg, St. Leonhard, St. Andrä, St. Paul, Unterdrauburg, Völkermarkt, Bleiburg, Kappel

## Klubmitgliedschaften
Hugo Eisele war Mitglied im Verband der Deutschen Volkspartei.